# Bhutanodesmus velatus
Bhutanodesmus velatus är en mångfotingart som beskrevs av Sergei I. Golovatch 1988. Bhutanodesmus velatus ingår i släktet Bhutanodesmus och familjen plattdubbelfotingar. Inga underarter finns listade i Catalogue of Life.